# حصارعیسی
حصارعیسی روستایی در دهستان شوقان بخش جلگه شوقان شهرستان جاجرم استان خراسان شمالی ایران است.

## جمعیت
بر پایه سرشماری عمومی نفوس و مسکن در سال ۱۳۹۵ جمعیت این مکان ۶۴۳ نفر (۱۸۶خانوار) بوده‌است.